# Synasellus tirsensis
Synasellus tirsensis là một loài chân đều trong họ Asellidae. Loài này được Afonso miêu tả khoa học năm 1987.